# 盧布斯凱
50°13′41″N 29°53′10″E / 50.22806°N 29.88611°E

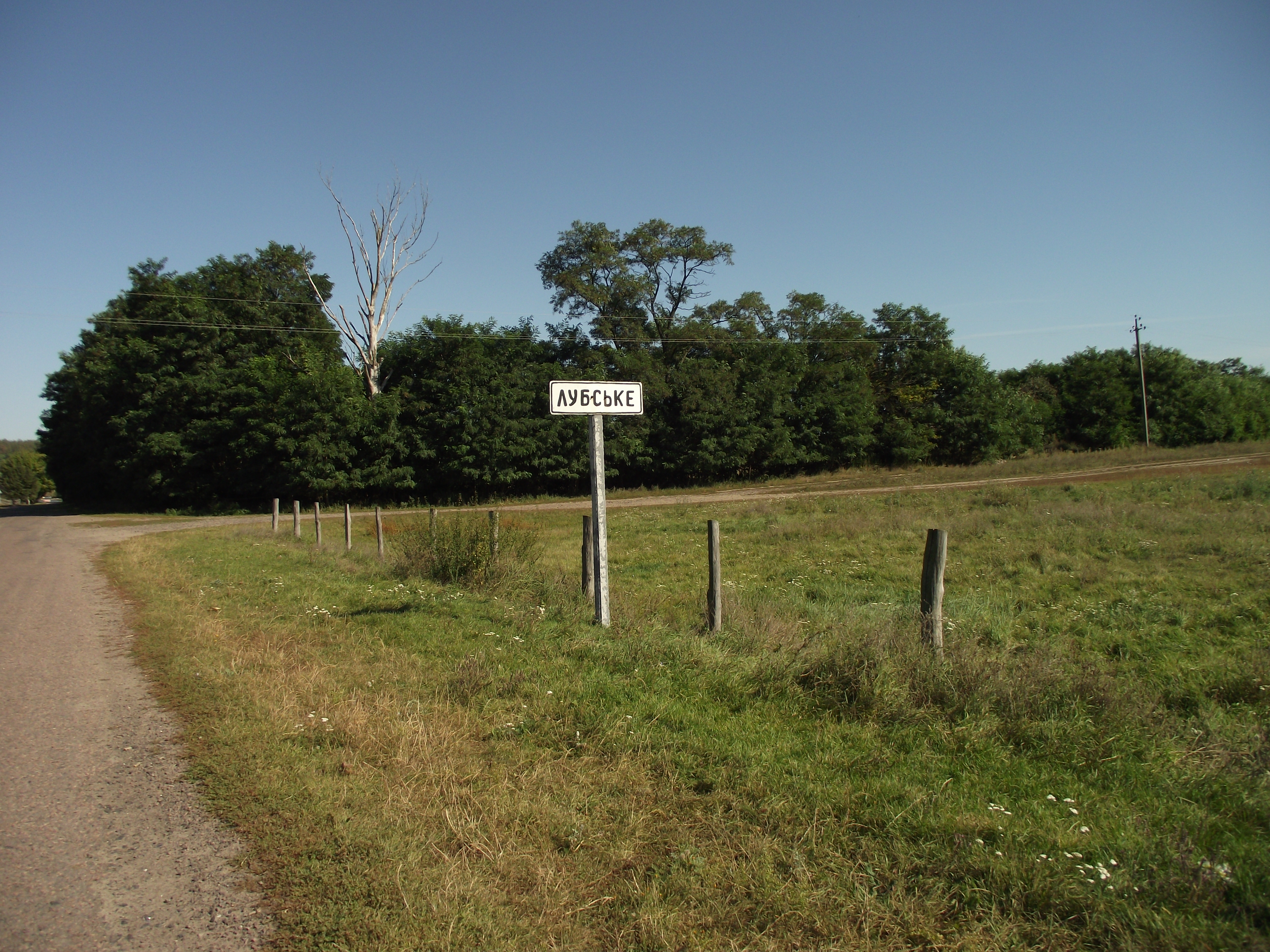
路牌

盧布斯凱（烏克蘭語：Лубське）是位於烏克蘭北部的村莊，由基辅州法斯蒂夫區的贝希夫市镇負責管轄。該村面積0.255平方公里，海拔高度139米，2001年人口53，人口密度每平方公里207.8人。